# Tanzania en los Juegos Olímpicos de Los Ángeles 1984
Tanzania estuvo representada en los Juegos Olímpicos de Los Ángeles 1984 por un total de 18 deportistas, 16 hombres y 2 mujeres, que compitieron en 2 deportes.
El portador de la bandera en la ceremonia de apertura fue el boxeador Michael Nassoro. El equipo olímpico tanzano no obtuvo ninguna medalla en estos Juegos.